# الشيخاب
تقع قرية الشيخاب في ولاية نهر النيل التابع لقطاع حجر العسل الإداري بمحافظة شندي وتبعد عن مدينة شندي حوالي 60 كلم تقريبا إلى الجنوب، كما تبعد عن الخرطوم بحري بحوالي 100 كلم شمالا. وتتوسط الشيخاب قطاع حجرالعسل الإداري حيث تقع بين منطقتي البسابير وحجرالعسل مما يجعلها واسطة عقد المنطقة.
يرجع اصل التسمية نسبا أليي جدهم الأكبر الشيخ وهو في الأصل شايقي ينحدر من منطقة ابرنات.
وتقع الشيخاب في منطقة منبسطة تطل على مجموعة من قرى المنطقة على الضفة الشرقية للنيل بمحازاة الطريق القومي الذي تبعد عنه حوالي 5 كلم إلى الغرب حيث يربطها الطريق بالعاصمة والأقاليم.
يبلغ مواطني الشيخاب حوالي 4000 آلاف نسمة تقريبا يعمل معظمهم بالزراعة التي تشكل حوالي 70% من نشاط السكان بالمنطقة وتشتهر بزراعة عدد من المحاصيل أبرزها البصل والبطاطس والطماطم والأعلاف وغيرها كما يعمل جزء من السكان بالتجارة وتعمل نسبة ضئيلة بالرعي.
يوجد بالشيخاب مدرستين للأساس للبنين والبنات ومدرسة ثانوية ومركز صحي حديث وعدد من المساجد وتتمتع المنطقة بخدمات المياه والكهرباء والهواتف الثابتة والنقالة وبالمنطقة سوق كبير توجد به مختلف السلع الضرورية وغيرها من السلع الأخرى ويعتبر السوق ملتقي المواصلات بالمنطقة.
ينحدر سكان الشيخاب من قبيلة الشايقية من هجرات مختلفة من مناطق تنقاسى والجزيرة ابورنات واصل التسمية من الشيخ محمد بن حماد بن عطا بن نمر بن سوار بن شايق ويتميز سكانها بروح الفكاهة والمرح وهاجرت نسبة كبيرة من سكان المنطقة للعاصمة القومية كما توجد بعض الأسر بعدد من الولايات كما توجد نسبة كبيرة من أبناء الشيخاب خارج السودان.